# 石浦街道
石浦街道是千灯镇下辖街道之一，东临上海市青浦区（有白石公路与其连接），西接千灯镇，南邻淀山湖镇，北隔吴淞江与花桥镇相望。

## 特产
石浦羊肉有名，俗话说：「北有巴城大闸蟹，南有石民意代表。石浦还两次举办过羊肉节宴。」浦全羊

## 区划
石浦下分许多村

### 歇马村
歇马村在石浦村落中是面积最大，人口最多的民意代表村北有一座桥，据说南宋名将韩世忠曾在上面歇马，故名“歇马桥”一。在村子之